# Provincia de Makamba
La Provincia de Makamba es una de las diecisiete provincias de Burundi.
Cubre un área de 1.960 km² y alberga una población de 500.000 personas. La capital es Makamba, localidad situada a una altitud de 1.472 metros y con una población estimada de alrededor de 13 000 habitantes.

## Comunas con población en agosto de 2008
- Kayogoro 88,552
- Kibago 44,978
- Mabanda 45,836
- Makamba 93,558
- Nyanza-Lac 112,752
- Vugizo 45,223

- Datos: Q823740